# Edelgard Huber-von Gersdorff

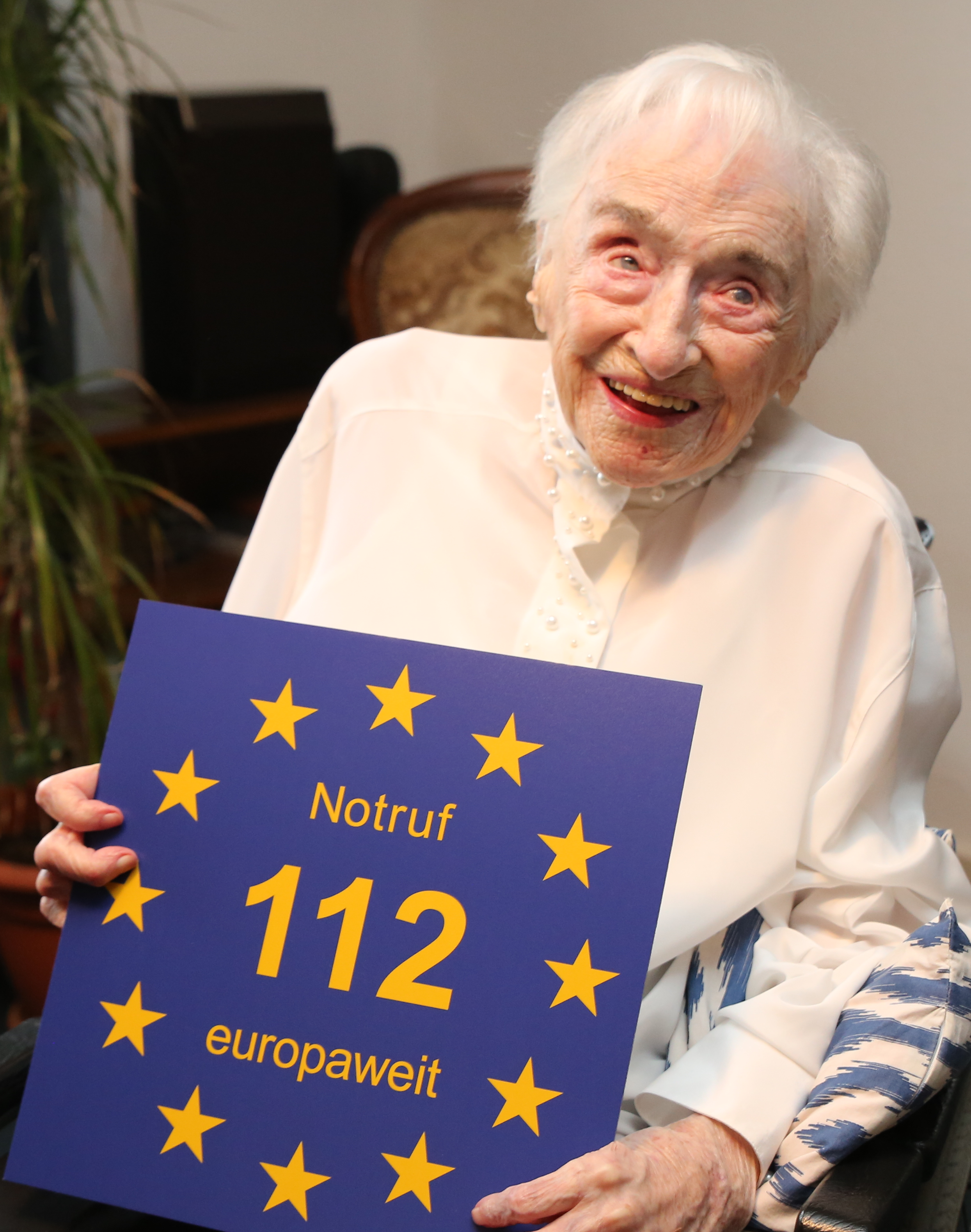
Edelgard Huber-von Gersdorff bei der Ernennung zur Ehrenschirmherrin der Aktion „Ein Europa – eine Nummer“

Edelgard Ida Valeska Huber-von Gersdorff (* 7. Dezember 1905 in Gera, als Edelgard Ida Valeska von Gersdorff; † 9. April 2018 in Karlsruhe) war eine Supercentenarian und zeitweise die älteste lebende deutsche Frau. Sie war am Tag ihres Todes 112 Jahre und 123 Tage alt und gehörte damals wohl zu den 15 ältesten Menschen aus dem deutschsprachigen Raum.

## Leben
Edelgard von Gersdorff entstammte dem uradligen Adelsgeschlecht Gersdorff. Als sie neun Jahre alt war, wurde ihr Vater Franz Erdmann von Gersdorff (1866–1927) als Offizier in den Ersten Weltkrieg eingezogen. Ihre Mutter Elsa (1882–1945) zog mit den beiden Kindern Edelgard und Helga nach Karlsruhe, von wo ihre Familie Stiefbold herstammte; sie kam im Alter von 63 Jahren bei einem Luftangriff auf die Stadt Naumburg (Saale) im April 1945 ums Leben. Elsa war die Tochter des Königlich-preußischen Generalmajors Rudolf Stiefbold und seiner Frau Elise Meier, die über ihren Vater, den Karlsruher Arzt Geh. Hofrat Eduard Meier Urenkelin des wirklichen geheimen Rates am badischen Hof Emanuel Meier, über ihre Mutter Emma Speyerer Enkelin des Heidelberger Unternehmers, Bürgermeisters und badischen Landtagsabgeordneten Jacob Wilhelm Speyerer war.
Im Alter von 22 Jahren erkrankte Edelgard von Gersdorff an Kinderlähmung. Im selben Jahr starb ihr Vater. Sie verbrachte einige Jahre im Bett und lernte mühsam wieder laufen. Sie trieb weiter Sport, fuhr Fahrrad und studierte zuerst Chemie an der Technischen Hochschule Fridericiana in Karlsruhe und dann Jura in Heidelberg. Bis zum Eintritt in das Rentenalter arbeitete sie als Justiziarin bei der Deutschen Bau- und Bodenbank.
Edelgard von Gersdorff war seit dem Silvestertag 1938 mit Walther Huber (1902–1987) verheiratet, Architekturprofessor und Rektor der Staatlichen Ingenieurschule Karlsruhe von 1953 bis 1968. Die Ehe blieb kinderlos.
Am 7. Dezember 2017 feierte sie in Karlsruhe ihren 112. Geburtstag. In den Medienberichten jener Zeit wird sie oft Edelgard Huber von Gersdorff genannt.
Zum Tag des europaweiten Notrufs 112 am 11. Februar 2018 wurde Edelgard Huber-von Gersdorff Ehrenschirmherrin der Aktion „Ein Europa – eine Nummer“, mit der die europaweite Gültigkeit des Euronotrufs beworben wird. Als zu diesem Zeitpunkt älteste lebende Frau Deutschlands hatte sie die Entwicklung Europas seit dem Deutschen Kaiserreich und während zweier Weltkriege sowie die europäische Einigung miterlebt und fühlte sich selbst als Europäerin. „Die 112 ist das Zeichen für Hilfe und ein wichtiges Symbol für die europäische Einigung“, so Huber-von Gersdorff.
Am 9. April 2018, dem 73. Todestag ihrer Mutter, starb Edelgard Huber-von Gersdorff zu Hause in Karlsruhe. In den Monaten vor ihrem Tod war sie die älteste lebende deutsche Frau sowie hinter Gustav Gerneth die zweitälteste lebende Person in Deutschland.